# Burhan G

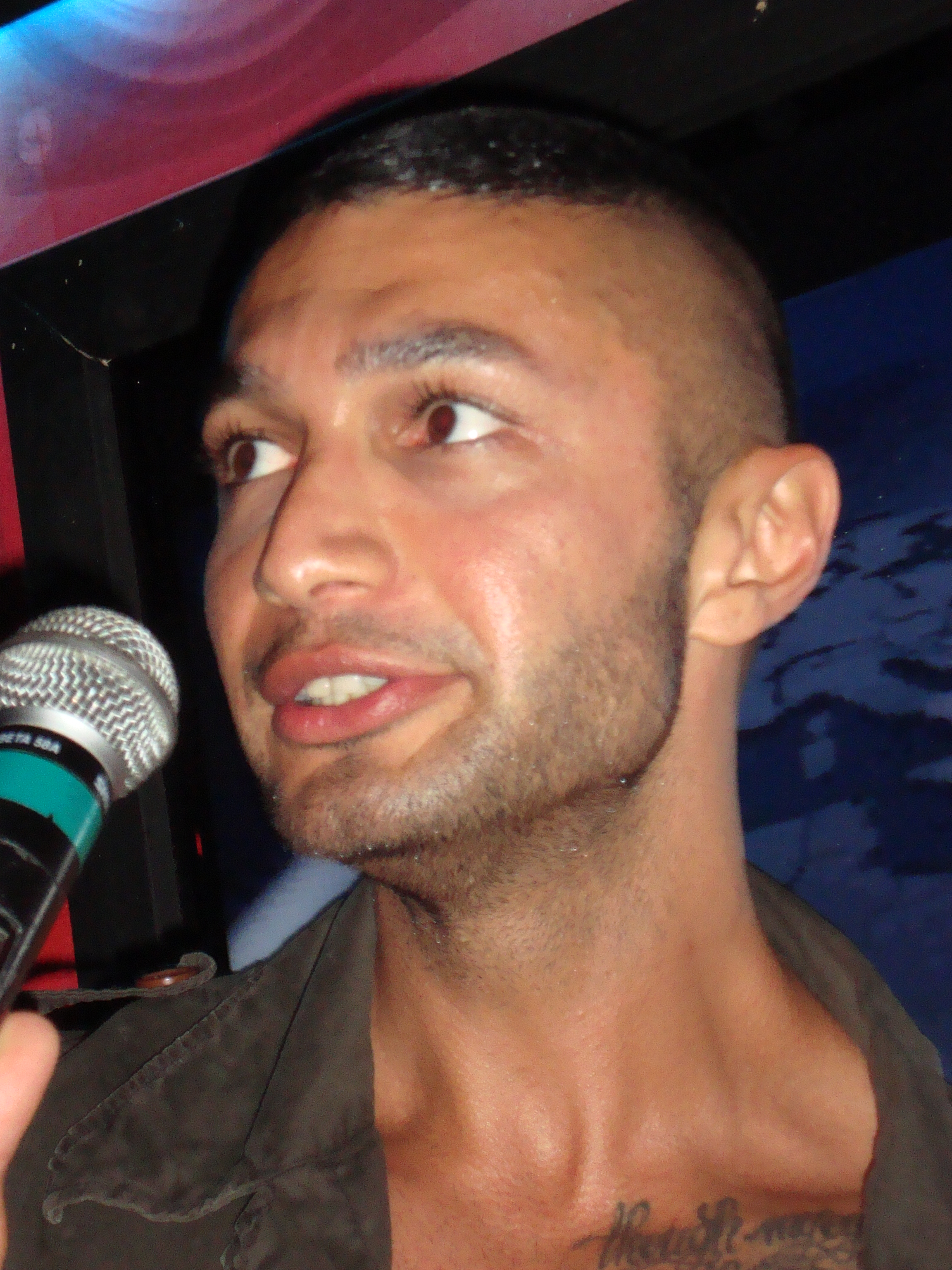
Burhan G, 2011

Burhan G (* 20. Januar 1983 in Brøndby; eigentlich Burhan Genç Koç) ist ein dänischer Pop- und R&B-Sänger.

## Biografie
Burhan Genç machte erstmals in den frühen 2000er Jahren als Begleitsänger des Hip-Hop-Trios Outlandish auf sich aufmerksam. Unter anderem wurde er 2001 beim Song Walou, später ein kleinerer Erfolg u. a. in Deutschland, als Mitwirkender genannt. Er schloss einen Plattenvertrag mit BMG und brachte 2003 seine Debütsingle mit seinem Künstlernamen Burhan G als Titel heraus. Damit kam er auf Anhieb auf Platz 4 der dänischen Charts. Sein Debütalbum Playground erfüllte dagegen mit Platz 29 nicht die Erwartungen. Trotzdem bekam er 2005 bei den Danish Music Awards die Auszeichnung als Newcomer des Jahres. 2007 versuchte er es bei Copenhagen Records mit dem Album Breakout erneut, doch trotz Chartplatzierung blieb der große Erfolg aus.
Danach beschloss er, auf englische Texte zu verzichten und auf Dänisch zu singen, was ihm schließlich den Durchbruch brachte. Er kam 2009 mit der Single Jeg vil have dig for mig selv. Sie kam in die Top 10 und hielt sich ein halbes Jahr in den Charts. Außerdem brachte es ihm seine erste Gold-Auszeichnung. Als Vorabsingle für sein drittes Album wurde im Frühjahr 2010 ein Duett mit der damals erfolgreichsten dänischen Sängerin Medina veröffentlicht. Mest ondt stieg auf Platz 2 und mit Erscheinen des Albums weiter auf Platz 1. Das nach ihm benannte Album Burhan G stieg auf Platz 4 ein. Die offizielle Auskopplung von Tættere på himlen, bei dem der Sänger von Nik & Jay unterstützt wird, brachte ihm einen zweiten Nummer-1-Hit und das Album erneut nach oben in die Top 10. Eine „Special Edition“ mit den zusätzlichen Songs Tag hvad du vil und Jeg’ i live brachte dem Album schließlich Ende 2011 mit Platz 2 die höchste Platzierung. Auch die beiden neuen Songs erreichten jeweils Platz 2. Insgesamt hielt sich das Album fast zweieinhalb Jahre in den Charts und mit sieben Platinauszeichnungen und neun weiteren für die Albumsingles gehörte es zu den erfolgreichsten dänischsprachigen Veröffentlichungen der 2010er Jahre.
Bis Oktober 2013 ließ sich Burhan G danach Zeit für das Nachfolgealbum. Din for evigt konnte durchaus mit dem Erfolgsalbum mithalten. Es stieg sofort auf Platz 1 ein und nach knapp eineinhalb Chartjahren konnte es drei Platinschallplatten vorweisen. Der Titelsong sowie Kalder mig hjem und Karma wurden seine nächsten drei Nummer-1-Hits. Den Albumsong Kærlighed & krig nahm er 2014 noch einmal mit Molly Sandén auf und kam damit auf Platz 3.
Weitere drei Jahre später folgte das Konzeptalbum Pas på pigerne mit Songs über Beziehungen zu Frauen. Ein Teil der Lieder trägt Frauennamen als Titel. Das Album erreichte zwar Ende 2016 immerhin noch Platz 4, war aber trotzdem ein Flop und hatte nach zwei Wochen die Top 10 wieder verlassen. Von den Albumsongs konnte sich nur eines platzieren und das nur auf den hinteren Charträngen.
Im Jahr darauf hatte er aber noch einmal einen großen Hit. Zusammen mit Frida Brygmann schrieb und sang er Tinka, den Titelsong zum „TV-Adventskalender“ (TV-julekalender), der vom 1. bis 24. Dezember ausgestrahlten Weihnachtsserie von TV 2. 2017 stieg das Lied auf Platz 2, im Jahr darauf bei der zweiten Tinka-Serie schafften sie es auf Platz 3 und im dritten Anlauf 2019 erreichten sie Platz 1 und standen um Weihnachten herum drei Wochen an der Chartspitze. Auftrieb erhielt das Lied durch ein 2019 veröffentlichtes Weihnachtsalbum von Burhan G, auf dem das Lied enthalten ist und das auf Platz 4 kam. Auch in den folgenden Jahren stieg Tinka bis in die Top 3 und 2022 ein weiteres Mal auf Platz 1.

## Diskografie

### Alben
| Jahr | Titel          | Höchstplatzierung, Gesamtwochen, AuszeichnungChartsChartplatzierungen (Jahr, Titel, Platzierungen, Wochen, Auszeichnungen, Anmerkungen) | Anmerkungen                                             |
| Jahr | Titel          | DK | Anmerkungen                                             |
| ---- | -------------- | --- | ------------------------------------------------------- |
| 2004 | Playground     | DK29 (2 Wo.)DK |                                                         |
| 2007 | Breakout       | DK15 (2 Wo.)DK | Erstveröffentlichung: 10. September 2007                |
| 2010 | Burhan G       | DK2 ×9Neunfachplatin · (125 Wo.)DK | Erstveröffentlichung: 12. April 2010                    |
| 2013 | Din for evigt  | DK1 ×4Vierfachplatin · (77 Wo.)DK | Erstveröffentlichung: 7. Oktober 2013                   |
| 2016 | Pas på pigerne | DK4 Platin · (21 Wo.)DK | Erstveröffentlichung: 11. November 2016                 |
| 2019 | Et barn af jul | DK2 ×2Doppelplatin · (33 Wo.)DK | Erstveröffentlichung: 15. November 2019 Weihnachtsalbum |

### Singles
| Jahr | Titel Album                                | Höchstplatzierung, Gesamtwochen, AuszeichnungChartsChartplatzierungen (Jahr, Titel, Album, Platzierungen, Wochen, Auszeichnungen, Anmerkungen) | Anmerkungen |
| Jahr | Titel Album                                | DK | Anmerkungen |
| ---- | ------------------------------------------ | --- | --- |
| 2003 | Burhan G Playground                        | DK4 (10 Wo.)DK | Autoren: P. S. Brown, B. Genç, F. N. Schjoldan, L. Winding                                                                                     |
| 2007 | Who Is He Breakout                         | DK36 Gold · (1 Wo.)DK | Autoren: P. S. Brown, B. Genç, F. N. Schjoldan                                                                                                 |
| 2008 | Kun dig Burhan G                           | DK20 (17 Wo.)DK | Autoren: B. Genç, C. S. Christensen |
| 2009 | Jeg vil ha’ dig for mig selv Burhan G      | DK8 ×3Dreifachplatin + Gold (Streaming) · (30 Wo.)DK                                                                                           | Autoren: R. Hollaman, W. Pettaway, S. Spencer, K. Liles, K. Adeyemo                                                                            |
| 2010 | Mest ondt Burhan G                         | DK1 ×3Dreifachplatin + Gold (Streaming) · (23 Wo.)DK                                                                                           | featuring Medina Autoren: B. Genç, Sarah West                                                                                                  |
| 2010 | Tættere på himlen Burhan G                 | DK1 ×2Doppelplatin + Platin (Streaming) · (23 Wo.)DK                                                                                           | featuring Nik & Jay Autoren: B. Genç, N. Petersen, J. Thomsen, J. A. Ørom, J. Wolfson, Puma                                                    |
| 2011 | Søvnløs Burhan G                           | DK9 Platin + Platin (Streaming) · (31 Wo.)DK                                                                                                   | Autoren: B. Genç, N. G. Petersen, J. B. Thomsen, J. A. Ørom, J. Wolfson                                                                        |
| 2011 | Tag hvad du vil Burhan G (Special Edition) | DK2 ×2Doppelplatin + Platin (Streaming) · (25 Wo.)DK                                                                                           | mit Ankerstjerne Autoren: B. Genç, L. Ankerstjerne                                                                                             |
| 2011 | Jeg’ i live Burhan G (Special Edition)     | DK2 ×2Doppelplatin + Platin (Streaming) · (24 Wo.)DK                                                                                           | Autoren: T. Helmig, J. Rugsted |
| 2013 | Din for evigt                              | DK1 ×2Platin + Doppelplatin (Streaming) · (22 Wo.)DK                                                                                           | Autoren: B. Genç, L. Ankerstjerne |
| 2013 | Kalder mig hjem Din for evigt              | DK1 ×3×2Dreifachplatin + Doppelplatin (Streaming) · (20 Wo.)DK                                                                                 | Autoren: B. Genç, L. Ankerstjerne |
| 2013 | Ikke i nat, ikke endnu Din for evigt       | DK11 Platin (Streaming) · (14 Wo.)DK | Autoren: B. Genç, L. Ankerstjerne |
| 2013 | Kærlighed & krig Din for evigt             | DK24 (3 Wo.)DK | featuring Caroline Franceska Autoren: B. Genç, L. Ankerstjerne                                                                                 |
| 2013 | Hvorfor ikke mig –                         | DK18 (1 Wo.)DK | Autoren: J. Klubien, C. Elmer, H. H. Koltze |
| 2014 | Karma Din for evigt                        | DK1 ×3×2Dreifachplatin + Doppelplatin (Streaming) · (24 Wo.)DK                                                                                 | featuring L.O.C. Autoren: B. Genç, L. Ankerstjerne, F. N. Schjoldan, L. N. O’Connor                                                            |
| 2014 | Kærlighed & krig Din for evigt             | DK3 Platin · (11 Wo.)DK | Erstveröffentlichung: 27. Oktober 2014 featuring Molly Sandén Autoren: B. Genç, L. Ankerstjerne                                                |
| 2016 | Lucy Pas på pigerne                        | DK36 Platin · (6 Wo.)DK | Erstveröffentlichung: 26. August 2016 Autoren: B. Genç, L. Ankerstjerne, J. Forsby                                                             |
| 2017 | Tinka Et barn af jul                       | DK1 ×5Fünffachplatin · (51 Wo.)DK | Erstveröffentlichung: 17. November 2017 mit Frida Brygmann Autoren: B. Genç, L. Ankerstjerne, F. Brygmann Höchstplatzierung 2019 und 2022      |
| 2020 | Nu er det jul (Nissebanden) Et barn af jul | DK29 Platin · (19 Wo.)DK | Autoren: H. Dal, F. Jensen Höchstplatzierung 2022                                                                                              |
| 2021 | Burhan G –                                 | DK13 Platin · (13 Wo.)DK | Erstveröffentlichung: 23. Juli 2021 featuring Kidd & Tobias Rahim Autoren: A. Harm, B. Genç, E. Harm, F. Nordsø, L. Winding, N. Kidd, T. Rahim |
| 2021 | Luftkys –                                  | DK13 (1 Wo.)DK | Erstveröffentlichung: 3. September 2021 mit Tessa Autoren: B. Genç, F. Jyll, J. Lading, L. Ankerstjerne, T. A. Fallesen                        |
| 2022 | Walou –                                    | DK22 (1 Wo.)DK | Erstveröffentlichung: 26. August 2022 mit Stepz, Sivas & Outlandish                                                                            |

Weitere Singles
- 2004: Playground
- 2004: Take U Home
- 2008: Sacrifice
- 2016: Nathalia
- 2016: Diana
- 2016: Alle elsker kærlighed (feat. Rasmus Nøhr)
- 2018: Samme vej (mit Karl William, DK: Gold)
- 2018: Hånd I Hånd (DK: Gold)
- 2019: Du (feat. Node, DK: Gold)
- 2019: Så Blev Det Jul (DK: Gold)
- 2019: Muligvisvej (DK: Gold)
- 2022: Skulder ved skulder (Danmarks officielle fodboldsang) (mit SuperNature und der Herrelandsholdet)

### Gastbeiträge
| Jahr | Titel Interpreten                                             | Höchstplatzierung, Gesamtwochen, AuszeichnungChartsChartplatzierungen (Jahr, Titel, Interpreten, Platzierungen, Wochen, Auszeichnungen, Anmerkungen) | Anmerkungen                                     |
| Jahr | Titel Interpreten                                             | DK | Anmerkungen                                     |
| ---- | ------------------------------------------------------------- | --- | ----------------------------------------------- |
| 2011 | Bølgerne ved vesterhavet Nik & Jay featuring Eivør & Burhan G | DK28 (1 Wo.)DK | Autoren: E. Pálsdóttir, N. Petersen, J. Thomsen |
| 2011 | Nu vi to Ankerstjerne featuring Burhan G                      | DK27 (1 Wo.)DK | Autoren: L. Ankerstjerne, B. Genç               |

## Auszeichnungen für Musikverkäufe
Anmerkung: Auszeichnungen in Ländern aus den Charttabellen bzw. Chartboxen sind in ebendiesen zu finden.
| Land/RegionAuszeichnungen für Musikverkäufe (Land/Region, Auszeichnungen, Verkäufe, Quellen) | Gold     | Platin       | Verkäufe  | Quellen |
| -------------------------------------------------------------------------------------------- | -------- | ------------ | --------- | ------- |
| Dänemark (IFPI)                                                                              | 8× Gold8 | 56× Platin56 | 2.124.000 | ifpi.dk |
| Insgesamt                                                                                    | 8× Gold8 | 56× Platin56 |           |         |